# 坂元 (弘前市)
坂元（さかもと）は、青森県弘前市の地名。郵便番号は036-8244。

## 地理
- 当地を土淵川が流れ、青森県道126号久渡寺新寺町線が縦貫し、その終点でもあり、目的地を指す久渡寺、羽黒神社がある大字。北は悪戸、北から南にかけては小沢に囲まれ、西は湯口に接する。
- また、かつては坂本とも表記された。

### 小字
小字として赤沢・前沢・山下・山元がある。

## 沿革
- 1889年（明治22年） - 清水村大字坂元となる。
- 1891年（明治24年） - 当時の記録では人口243、戸数30、厩41であった。
- 1955年（昭和30年） - 弘前市大字坂元になる。

## 世帯数と人口
2017年（平成29年）6月1日現在の世帯数と人口は以下の通りである。
| 丁目             | 世帯数 | 人口  |
| ---------------- | ------ | ----- |
| 坂元（小字全域） | 52世帯 | 138人 |

## 施設

### 公共
- 坂元集会所
- こどもの森
- 小沢龍神温泉
- 久渡寺

## 小・中学校の学区
市立小・中学校に通う場合、学区は以下の通りとなる。
| 大字 | 番地 | 小学校             | 中学校             |
| ---- | ---- | ------------------ | ------------------ |
| 坂元 | 全域 | 弘前市立小沢小学校 | 弘前市立第四中学校 |

## 交通
- 弘南バス

梨ノ木、上梨ノ木、久渡寺（弘前駅 - 久渡寺線）停留所。